# 巴甫利夫卡 (盧布尼區)
49°50′16″N 33°13′37″E / 49.83778°N 33.22694°E
巴甫利夫卡（烏克蘭語：Павлівка）是位於烏克蘭中部的村莊，由波爾塔瓦州盧布尼區的霍羅爾市鎮負責管轄。該村分別距離帕杜西0.5公里和洛布科瓦巴爾卡1.5公里，海拔高度141米，2001年人口257。